# Berchemia edgeworthii
Berchemia edgeworthii är en brakvedsväxtart som beskrevs av Marmaduke Alexander Lawson. 
Berchemia edgeworthii ingår i släktet Berchemia och familjen brakvedsväxter. Inga underarter finns listade i Catalogue of Life.